# SK Sydøstfyn
SK Sydøstfyn – duński klub szachowy z siedzibą w Gudbjerg.

## Historia
Klub został założony 5 września 1979 roku przez Nielsa Højgårda i Jørgena Hansena. W 1992 roku klub awansował do 2. division. W sezonie 1995/1996 SK Sydøstfyn zadebiutował w 1. division, zajmując wówczas czwarte miejsce w lidze. Sezon 1998/1999 szachiści klubu zakończyli na trzecim miejscu w mistrzostwach Danii, ulegając jedynie Nykøbing Falster SK i Gistrup SF. Rok później Sydøstfyn spadł z ligi. W 2007 roku klub wrócił na najwyższy poziom ligowy, jednak po roku ponownie spadł. W 2009 roku nastąpił kolejny awans do Skakligaen. Sezon 2010/2011 zawodnicy klubu zakończyli na trzecim miejscu w Skakligaen. W składzie drużyny znajdowali się wówczas m.in. Jacob Aagaard, Sabino Brunello, John Shaw, Lars Schandorff i Steffen Pedersen. Rok później nastąpił spadek z ligi.